# Giovanni Dupré
Giovanni Dupré (Siena, 1º marzo 1817 – Fiesole, 10 gennaio 1882) è stato uno scultore italiano.

## Biografia

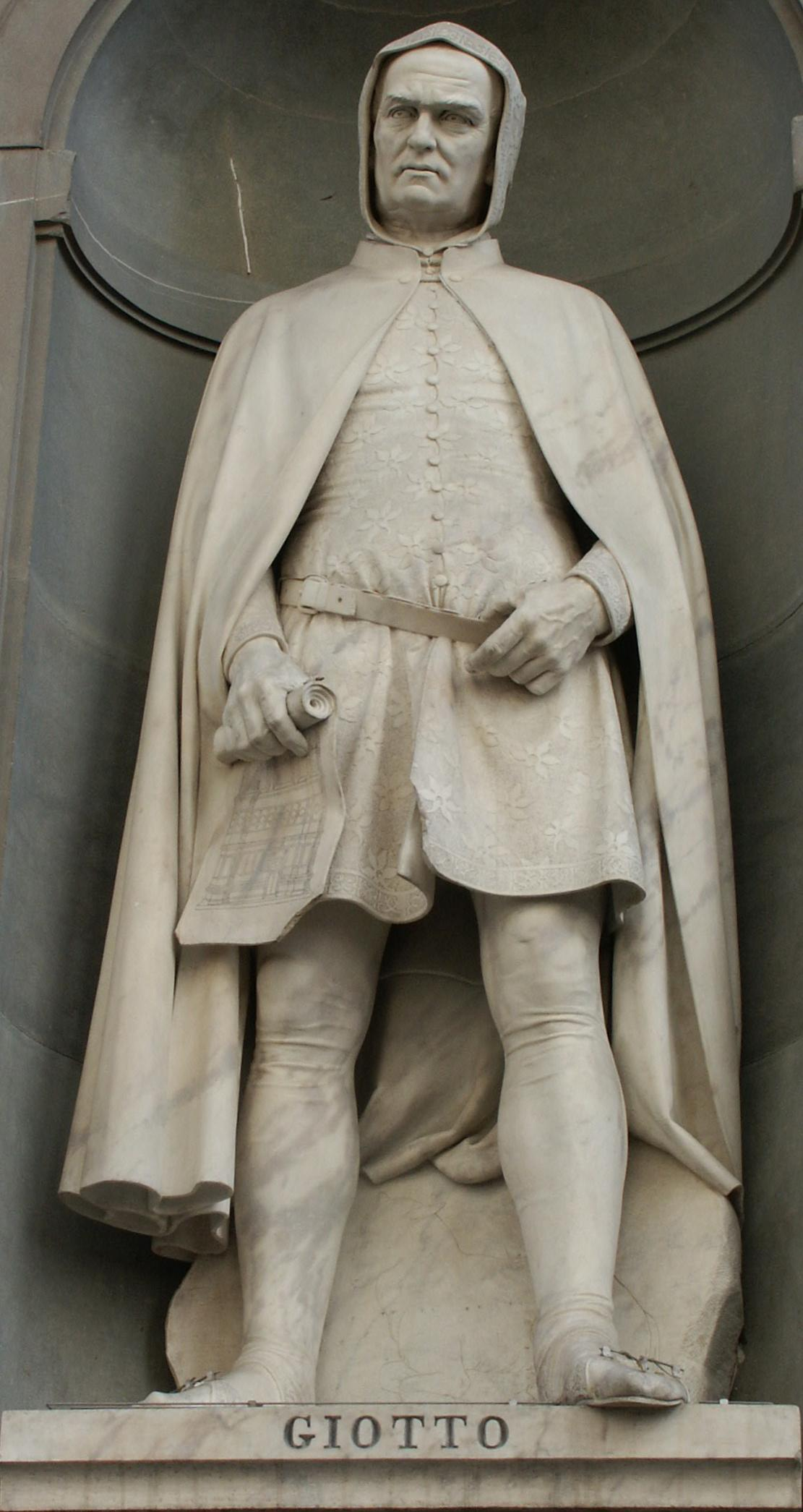
Giotto, Cortile degli Uffizi

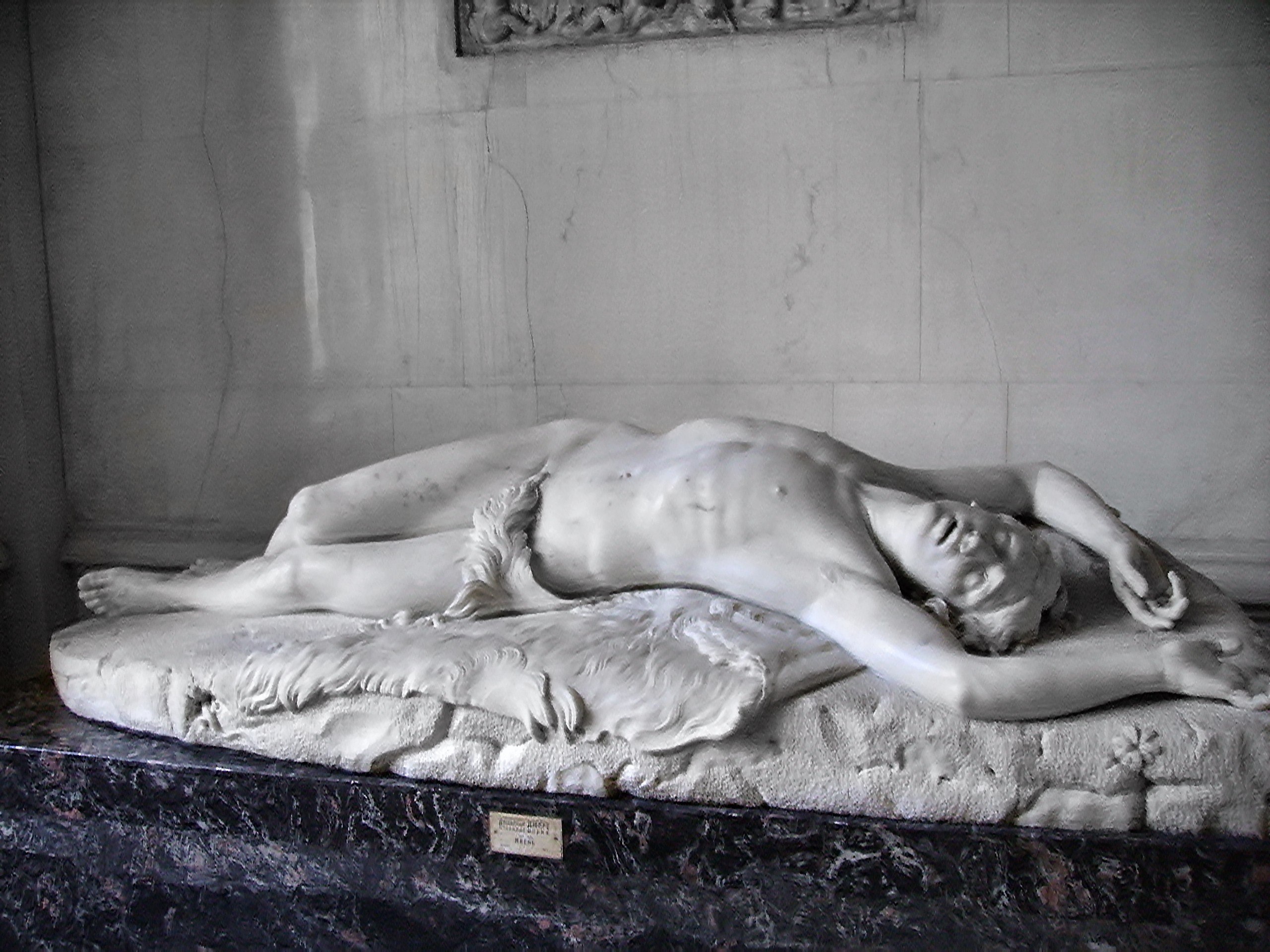
Abele morente, originale in marmo

Nacque a Siena nella via che oggi porta il suo nome (all'epoca chiamata "via di Malborghetto"), nel cuore della Contrada Capitana dell'Onda, figlio di un intagliatore in legno.
Anche Giovanni si formò come intagliatore, nella bottega di Paolo Sani, sita in piazza San Biagio. In seguito si trasferì a Firenze, dove frequentò l'Accademia di Belle Arti e dove fu allievo nella bottega di Luigi Magi, come lo stesso Dupré ricorda nel suo Pensieri sull'arte e ricordi autobiografici (Ed. Le Monnier, 1906).
L'opera che gli diede fama sin da giovane fu un Abele morente (marmo, 1842), modellata quando aveva appena venticinque anni. Dopo essersi procurato il materiale necessario e aver affittato un piccolo studio di fronte alla chiesa dei Santi Simone e Giuda, individuò al corso di nudo dell'Accademia colui che doveva servirgli da modello: Tonino Liverani detto "Tria".

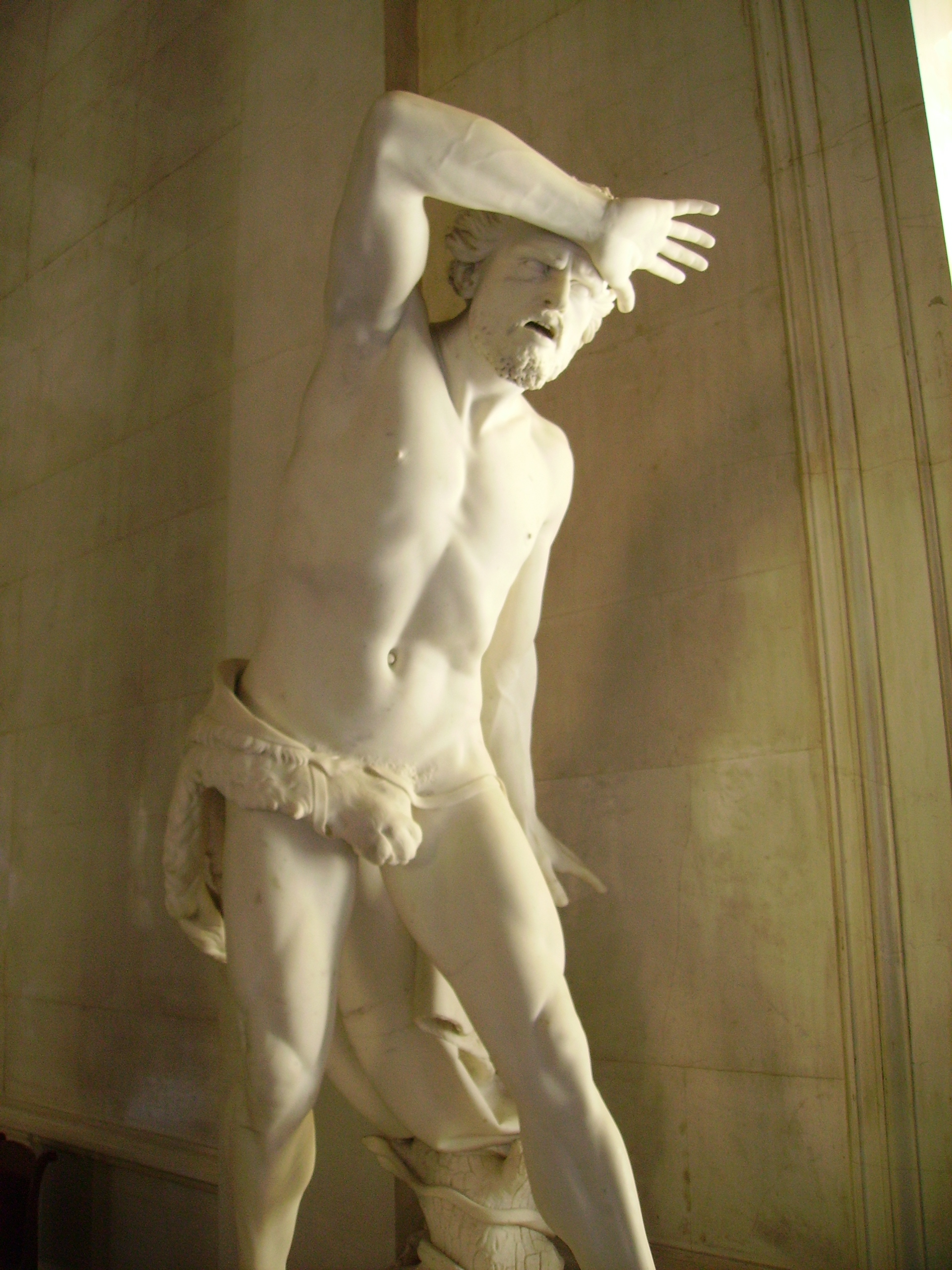
Caino

La lavorazione occupò gran parte del 1842 e i due rischiarono addirittura di morire per un incendio causato dalla stufa che Dupré si era procurato. L'intenzione era quella di completare l'opera per l'Esposizione del settembre del medesimo anno: l'obiettivo fu raggiunto grazie all'aiuto economico fornito da insigni artisti quali Pietro Benvenuti, Aristodemo Costoli, Giuseppe Sabatelli ed Emilio Santarelli.
L'Abele riscosse un grande successo di pubblico e fu lodato da Lorenzo Bartolini e Luigi Pampaloni, ma altri lo criticarono aspramente, affermando che Dupré aveva fatto un calco dal vero, anziché modellare la statua. Si arrivò persino a spogliare il Liverani per dimostrarlo, ma l'azione rese invece evidente che le dimensioni del modello non coincidevano affatto con quelle del marmo. L'opera fu acquistata dalla zar di Russia Nicola I Romanov e ora si trova all'Ermitage (una copia in bronzo è alla Galleria d'arte moderna di Firenze).
Per mettere a tacere i malevoli, il conte Del Benino, ottimo conoscitore d'arte e sincero amico del Dupré, gli suggerì di eseguire una scultura eretta anziché sdraiata, visto che in città si sosteneva che l'autore dell'Abele fosse capace di riprodurre soltanto figure sdraiate. Fu il conte stesso a finanziare il lavoro. Un anno dopo eseguì così il Caino, scultura eretta a tutto tondo di impostazione più accademica; anche questa è conservata all'Ermitage.
La produzione successiva comunque oscilla sempre ora verso il naturalismo, ora verso un accademismo più freddo e di maniera, ma in ogni caso è sempre fuori discussione l'alta qualità della sua tecnica.
Il Trionfo della Croce (1861) nella lunetta del portale centrale della nuova facciata della chiesa di Santa Croce a Firenze e il Monumento a Cavour (1878) a Torino sono opere più convenzionali e per certi sensi mediocri, mentre la statua di Giotto, commissionatagli dalla sua mecenate, la granduchessa Maria Antonietta, e quella di Sant'Antonino (1844) per il loggiato degli Uffizi sono più vitali, con uno stile forse più ruvido, ma più spontaneo. Nelle sue memorie a proposito della scelta di Giotto come soggetto, Dupré scriverà:
Intanto mentre stavo finendo di modellare il Caino, la granduchessa Maria Antonietta mi commissionò una statua per gli Uffizi. Scelsi Giotto e questa statua fu regalata da lei alla commissione per lo sfoltimento di quelle statue illustre toscane, le quali più che a ornamento di quelle logge, stanno a rimembrarci glorie passate e a dirci di studiare un po' di più e chiacchierare un po' di meno.
Con queste parole, Dupré si inserisce infatti in quella tradizione culturale tipicamente italiana, nata con Petrara, nella quale le statue degli uomini illustri sono viste non come mezzo di commemorazione nostalgica del passato, ma come strumenti per spronare gli uomini del presente ad essere alla loro altezza e di mettersi in gioco nelle loro attività.
Di sapore michelangiolesco è la Saffo abbandonata della Galleria Nazionale d'Arte Moderna di Roma, che assomiglia nella parte superiore al Giorno della tomba di Giuliano della Sacrestia Nuova, mentre la parte inferiore è fasciata da un drappeggio meno convincente.
Il suo capolavoro è da alcuni considerato la Pietà (1867) nella cappella Bichi Ruspoli nel Cimitero della Misericordia di Siena. Vi è impressa una notevole carica espressiva, con una composizione inconsueta, forse ispirata da un dipinto simile di Fra Bartolomeo.

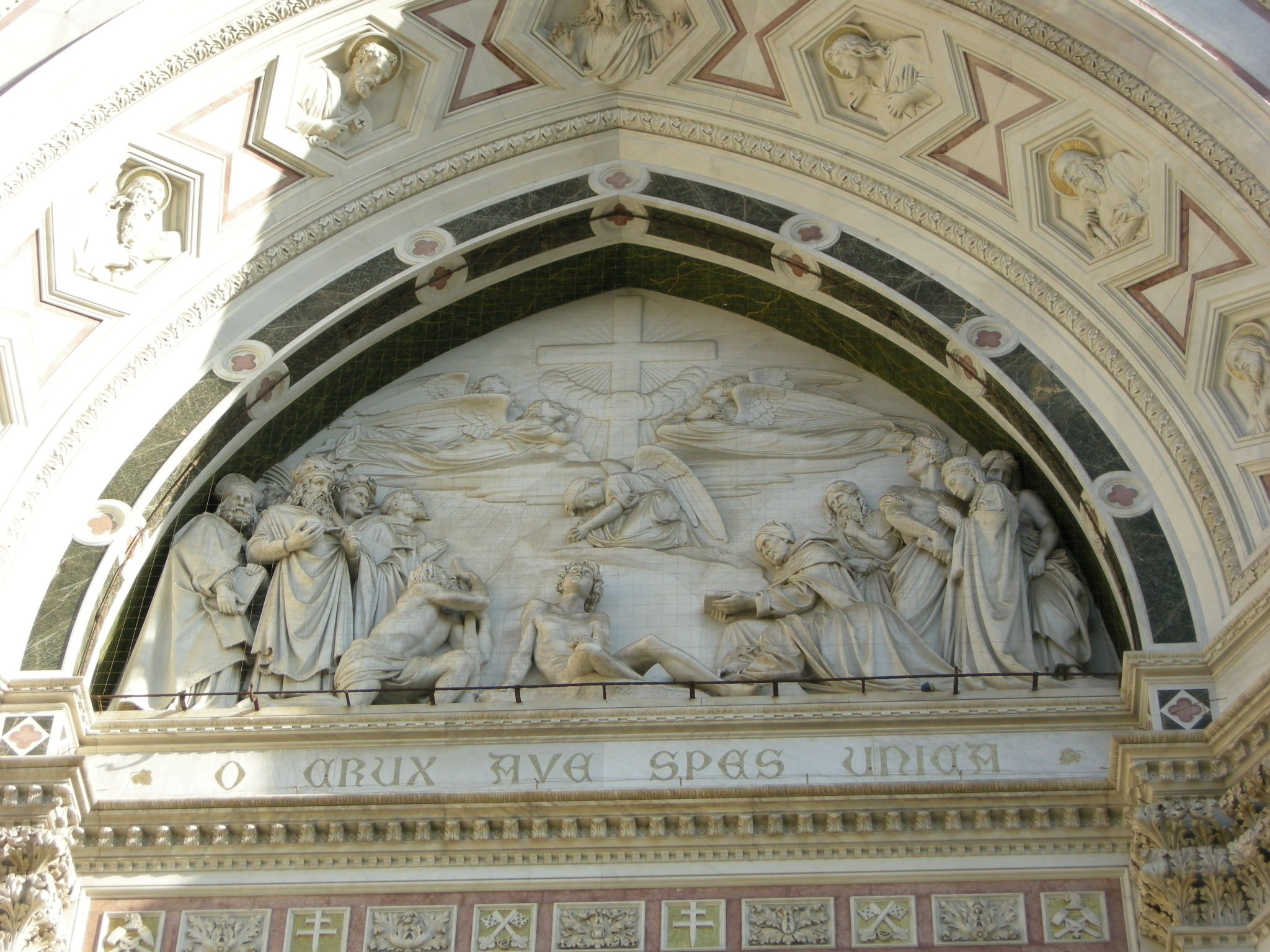
Trionfo della Croce

Nel Museo del Colle del Duomo di Viterbo è esposto un suo busto di Letizia Cristina Bonaparte, figlia del fratello di Napoleone I, Luciano Bonaparte, scolpito nel 1872.
Nel 1859-64 scolpì il monumento funerario per la contessa Berta Moltke Ferrari-Corbelli, sito nella basilica di San Lorenzo a Firenze; dedicò un altro monumento funebre al matematico e astronomo Ottaviano Fabrizio Mossotti, collocato nel Camposanto monumentale di Pisa. Al 1856 risale il medaglione in marmo di Giacomo Grandoni, ministro economo e direttore del bonificamento della Maremma, concepito inizialmente per la cattedrale, poi collocato nel 1873 presso la sala consiliare del palazzo comunale e infine installato sul cippo idraulico di fronte allo stadio Carlo Zecchini nel corso degli anni cinquanta del XX secolo. Per l'intitolazione a Giovanni Pacini del giardinetto pubblico alla Marina di Catania, avvenuta nel 1879, realizza il busto del compositore catanese.
Tra le ultime sue opere la statua di Pio IX nella piazzetta del Palazzo Vescovile di Piacenza, un San Francesco (1881) nella navata mediana della cattedrale di San Rufino ad Assisi e un altro per il primo altare della chiesa di Sant'Emidio ad Agnone, in provincia di Isernia.
Scrisse anche un libro autobiografico intitolato Pensieri sull'arte e ricordi autobiografici, composto tra il 1876 e il 1878 e pubblicato nel 1879 (Firenze, Le Monnier). Ebbe un notevole successo, arrivando ad essere tradotto anche all'estero. Di Giovanni Dupré rimangono anche gli Scritti minori e lettere con un'appendice a' suoi ricordi autobiografici, pubblicati postumi nel 1882.

## La personalità nella storia di Siena

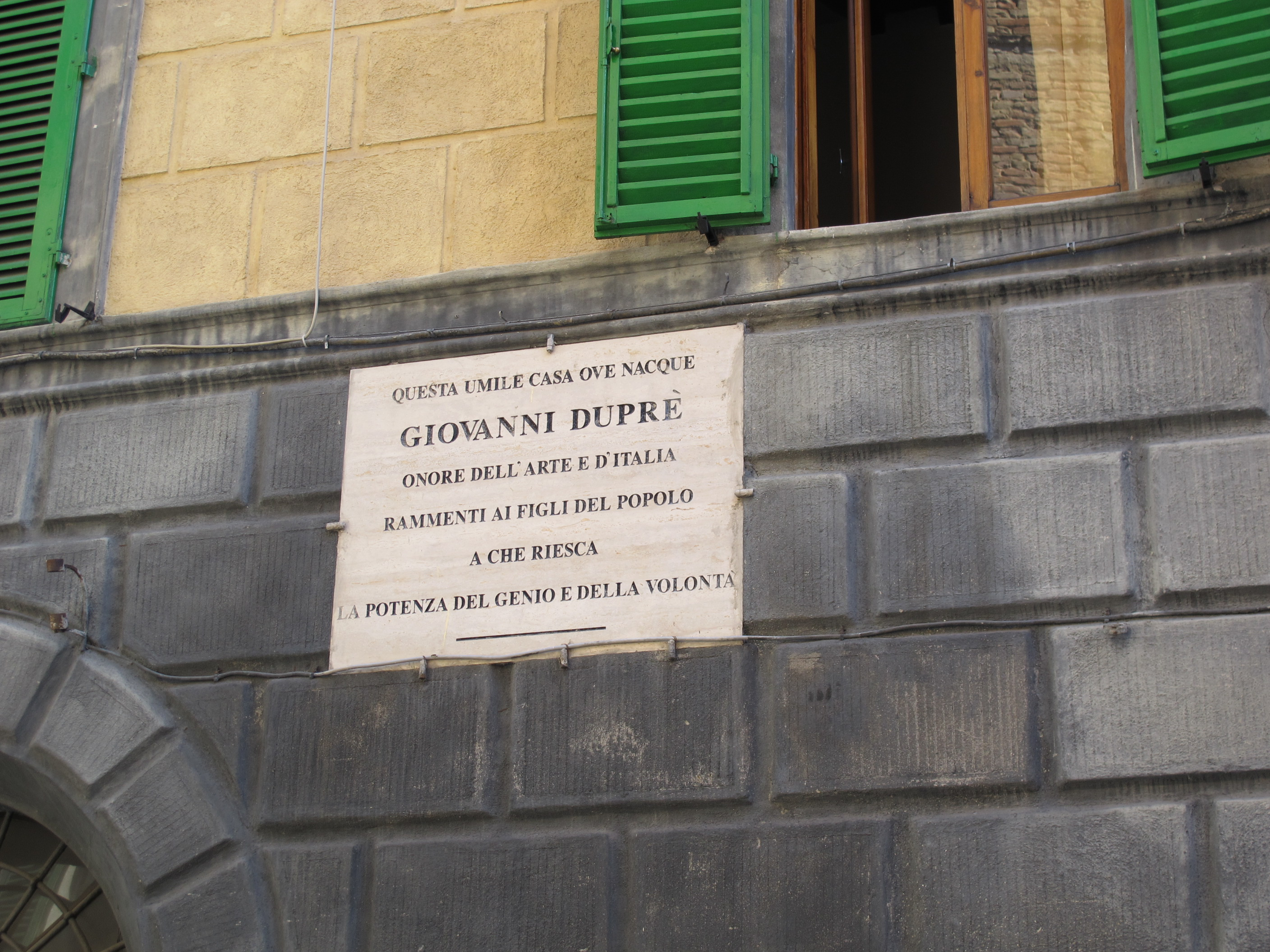
La lapide commemorativa presso la casa natale di Giovanni Duprè

Il nome di Dupré è indissolubilmente legato a quello della Contrada Capitana dell'Onda: nella relativa sede storico-museale è presente una gipsoteca, ospitante una collezione di gessi originali, realizzati dallo scultore in preparazione delle definitive opere in marmo o in bronzo.
Duprè è persino ricordato da alcune parole nell'inno della contrada.
La sua casa natale si trova nell'omonima via a lui dedicata che si apre su Piazza del Campo, costeggiando il Palazzo Comunale e fa parte di una costruzione risalente al XVIII secolo, ristrutturata nel secolo successivo e ancora oggi adibito ad abitazioni private.
La sua storica residenza in questo luogo è oggi segnalata da una lapide, riposta sopra l'entrata principale del palazzo, su cui è inciso:
A Giovanni Duprè venne dedicato il Palio di Siena del 16 agosto 2017, che fu vinto proprio dall'Onda con il fantino Carlo Sanna detto Brigante su Porto Alabe.